# N/a
|  | Per a altres significats, vegeu «Na». |

n/a o N/A és una abreviatura d'ús molt estès en anglès que s'utilitza en taules i llistes per referir-se a alguna de les tres opcions següents.
- not available (no disponible)
- not applicable (no aplicable en aquest cas)[1]
- no answer (sense resposta; ús menys comú)

En català es pot fer servir la forma n/d (de no disponible).